# جيفري فيل
جيفري فيل (بالإنجليزية: Jeffrey Fell)‏ هو فارس أمريكي، ولد في 1956 في هاميلتون في كندا.